# Sigismondo Coccapani
Sigismondo Coccapani est un peintre et architecte italien de la période baroque. Il est né à Florence le 10 août 1585, et mort dans cette même ville le 3 mars 1643 .
Il appartient à une famille noble d'Émilie. Il est le fils de Regolo Francesco Coccapani et le frère de l'érudit Giovanni Coccapani.

## Biographie
La vie de ce peintre a été étudiée par Filippo Baldinucci.
Il a d'abord étudié la littérature et les mathématiques avant de se tourner vers la peinture. Il a aussi étudié l'architecture avec Bernardo Buontalenti. Il a été l'élève de Lodovico Cardi dit Il Cigoli qu'il a suivi à Rome en 1610. Il l'assiste pour réaliser la décoration de la chapelle Pauline dans la basilique Sainte-Marie-Majeure. Il va découvrir l'art du Caravage avec les fresques des Scènes de vie de saint Mathieu à l'église Saint-Louis-des-Français.
En 1612, Galilée écrit à Cigoli pour obtenir des observations sur les taches solaires. Cigoli fait faire ces observations à son élève, Sigismondo Coccapani en juin.
Il est de retour dans sa ville natale en 1612. Il est autant réputé comme peintre qu'architecte. Filippo Baldinucci vante ses qualités dans le domaine de l'architecture. Il ne mentionne que quelques œuvres peintes faites pour l'église San Ponziano de Lucques, pour le cloître San Marco de Florence, en 1613, et pour la chapelle Martelli de l'église Saints-Michel-et-Gaétan de Florence, en 1634.
En 1610-1612, il a écrit un traité de dessin et d'architecture qui a été présenté à Ferdinand II, Grand duc de Toscane. Il a été nommé maestro del disegno.
Il a écrit un projet de canalisation de l'Arno (Trattato del modo di ridurre il fiume di Arno in canale) sur lequel Galilée a donné un avis au grand-duc de Toscane en 1631
Il est intervenu sur la construction du Lazzaretto de Florence pendant l'épidémie de peste de 1630.
On manque d'informations sur les tableaux qu'il a réalisés. Pour ses dessins, dont le style est influencé par son maître, ils ont souvent été attribués à Cigoli.
Avec son frère Giovanni Coccapani il a collectionné des dessins faits par Cigoli et son cercle.

## Quelques œuvres
- Jahel et Sisarah, galerie Corsini, Florence et musée des beaux-arts de Brest[2] ;
- La jeune fille endormie, musée des beaux-arts de Budapest ;
- Un flutiste, Galerie des Offices, Florence ;
- La Sainte Famille, musée de l'Oise de Beauvais ;
- La Sainte Famille, Musée des Beaux-Arts de Yekaterinburg ;
- Sainte Marie Madeleine dei Pazzi, musée des beaux-arts de Chambéry :
- Portrait de Ludovico Cigoli, musée des beaux-arts de Chambéry ;
- L'extase de saint François, musée de la Chartreuse, Douai.
- Tête de femme, pierre noire et sanguine, H. 0,237 ; L. 0,160 m, Beaux-Arts de Paris[3]. Cette étude est préparatoire à la figure de l'Allégorie de l'Architecture, peinte par Coccapani entre 1615 et 1617 à droite de Michel-Ange couronné par les quatre arts, dans la Casa Buonarroti à Florence. Elle est à rapprocher d'une autre allégorie peinte également à la Casa Buonarroti qui lui servit d'inspiration. Il s'agit de L'Allégorie de l'Inclination d'Artemisia Gentileschi[4].
- Sainte agenouillée avec un ange devant l'Apparition du Christ à la Vierge, pierre noire, plume, encre brune et lavis rose, H. 0,328 ; L. 0,200 m, Beaux-Arts de Paris[5]. Cette étude a été attribuée à Coccapani par Miles Chappell par un rapprochement avec un ensemble d'études réalisées dans une technique similaire et représentant le même type de figures au canon allongé d'une grande élégance, comme Le Christ aux Limbes, Le Martyre de Saint Etienne, La Mise au tombeau, conservés aux Offices, ou encore Suzanne et les vieillards, en collection particulière[6].

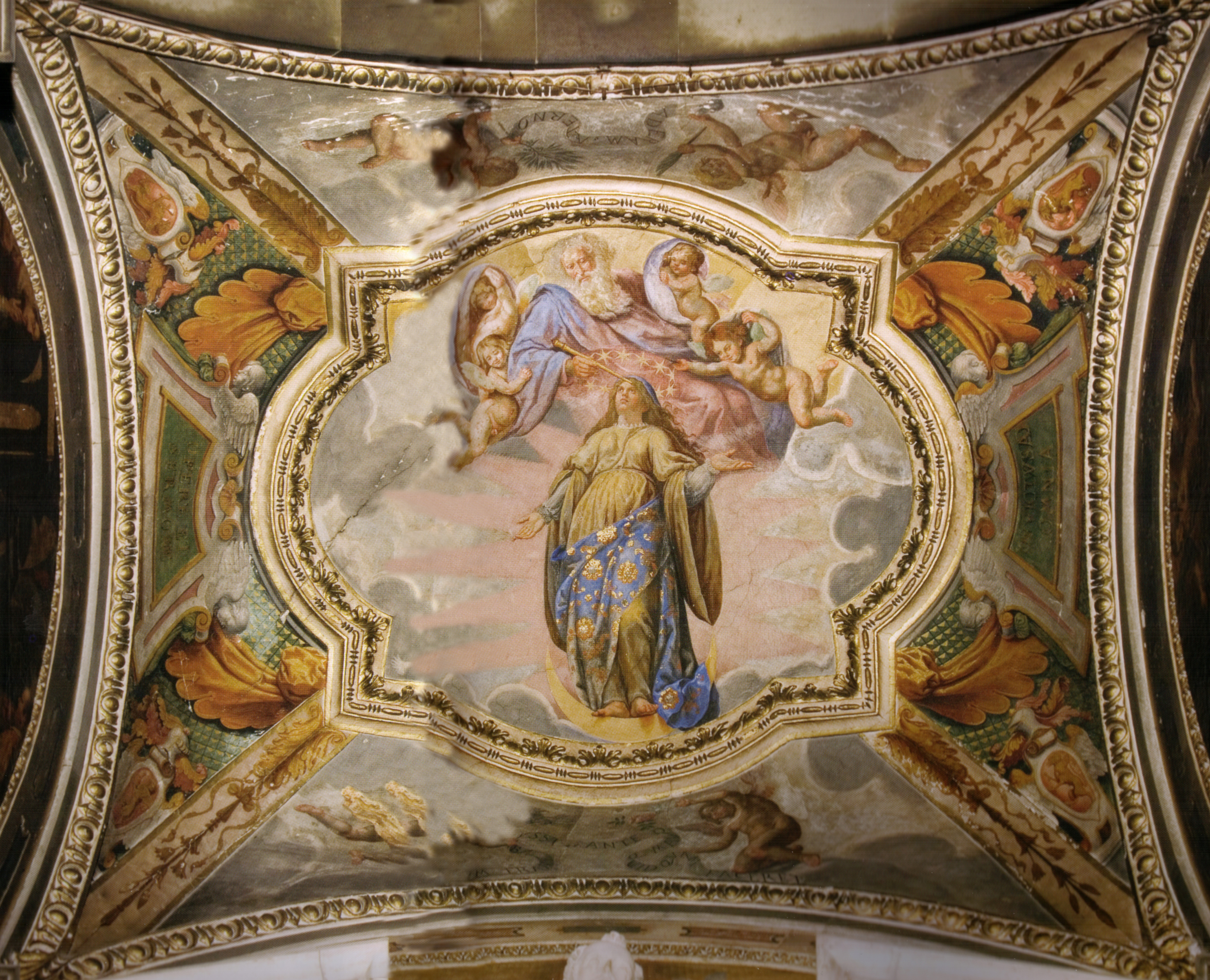
Fresque de la voûte de la chapelle Martelli
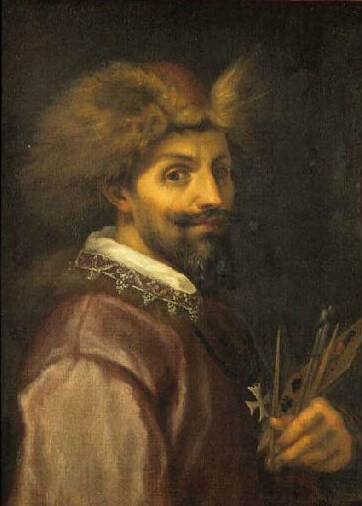
Portrait de Lodovico Cardi dit Il Cigoli Musée des beaux-arts de Chambéry
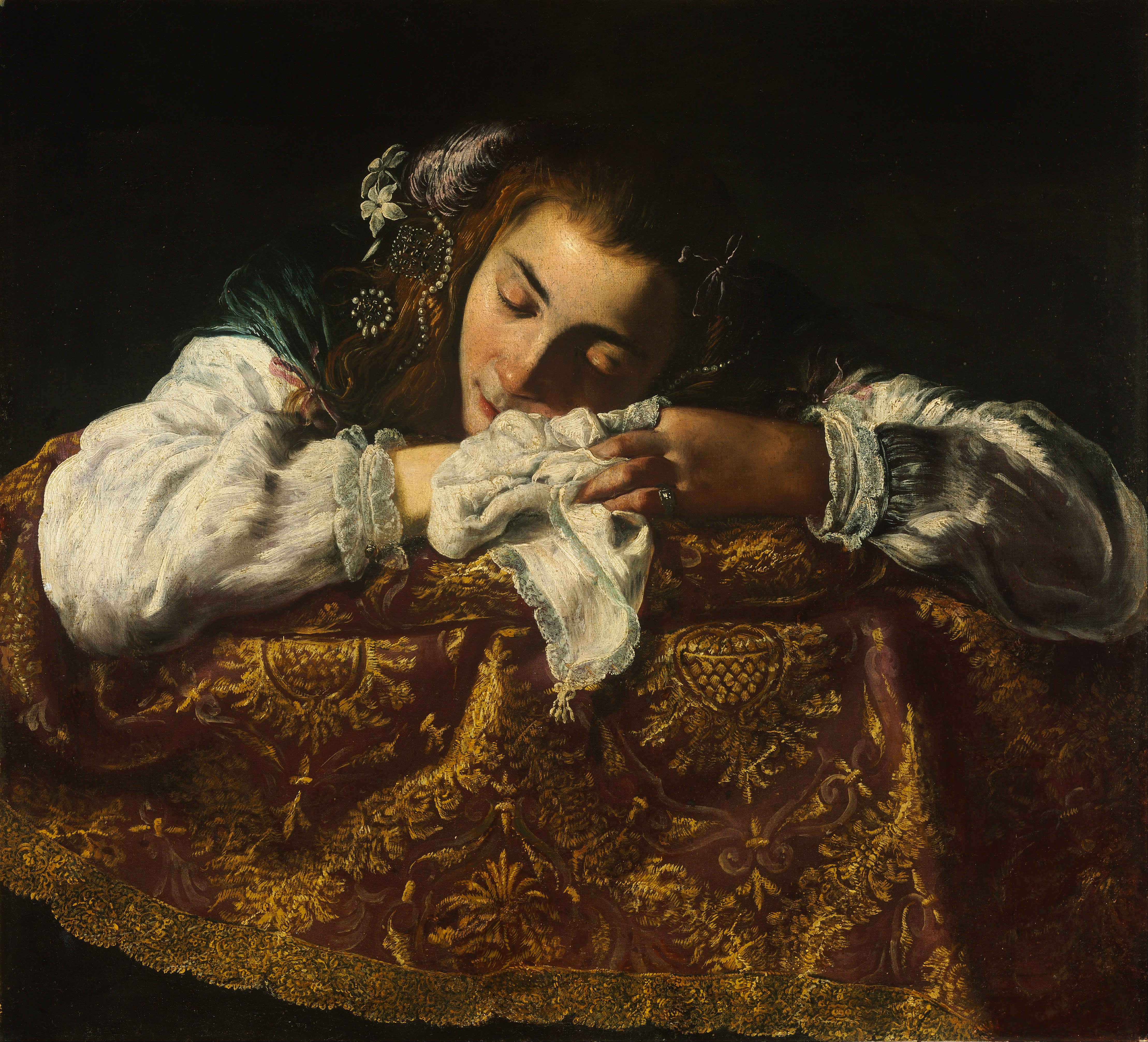
La jeune fille endormie musée des beaux-arts de Budapest